# Hebrovelia
Hebrovelia is een geslacht van wantsen uit de familie beeklopers (Veliidae). Het geslacht werd voor het eerst wetenschappelijk beschreven door Lundblad in 1939.

## Soorten
Het genus bevat de volgende soorten:

- Hebrovelia carayoni (Linnavuori, 1975)
- Hebrovelia singularis Lundblad, 1939
- Hebrovelia usingeri Poisson, 1950